# Bhimdatta
Bhim Datta (Nepali: भिम् डत्ता नगरपालिका, anteriormente Mahendranagar) é uma cidade do Nepal.